# Goudaea
Goudaea W.Till & Barfuss è un genere della famiglia delle Bromeliaceae (sottofamiglia Tillandsioideae).

## Tassonomia
Il genere comprende due specie:
- Goudaea chrysostachys (É.Morren) W.Till & Barfuss
- Goudaea ospinae (H.Luther) W.Till & Barfuss